# Mick Mulvaney
John Michael (Mick) Mulvaney (Alexandria, 21 juli 1967) is een Amerikaanse politicus. Hij is lid van de Republikeinse Partij.
Tussen januari 2019 en maart 2020 was hij Stafchef van het Witte Huis, als opvolger van John Francis Kelly. Mulvaney combineerde deze sleutelfunctie in dienst van president Donald Trump met die van directeur van het Bureau voor Management en Budget binnen het kabinet-Trump, waarin de president hem in februari 2017 benoemde. 
Eerder vertegenwoordigde hij van 2011 tot 2017 het 5e congresdistrict van South Carolina in het Huis van Afgevaardigden.

## Biografie
Mulvaney doorliep de Charlotte Catholic High School in North Carolina en studeerde daarna tot 1989 aan de Georgetown University in Washington D.C. de vakken Internationale Economie, Handel en Financieel beleid. 
Na een aansluitende rechtenstudie aan de University of North Carolina in Chapel Hill, en na zijn toelating als advocaat, oefende hij dat beroep uit bij een groot juridisch kantoor. Later werd hij actief in de vastgoedsector. 
Tegelijkertijd zette hij als lid van de Republikeinse partij de eerste stappen in de richting van een politieke carrière. Tussen 2007 en 2009 was hij parlementariër in het Huis van Afgevaardigden van South Carolina en van 2009 tot 2010 was hij lid van de Senaat van deze staat. Daarin was hij lid van diverse commissies, o.a. van die voor justitie en die voor arbeid, handel en industrie.

### Huis van Afgevaardigden
Bij de congresverkiezingen van 2010 werd hij voor het 5e district van South Carolina gekozen in het federale Huis van Afgevaardigden in Washington D.C., waar hij op 3 januari 2011 aantrad als opvolger van de door hem verslagen Democratische kandidaat John Spratt. In het Congres was hij lid van de commissie voor economische en huishoudelijke aangelegenheden. Later werd hij lid van de commissie voor kleine bedrijven, van drie sub-commissies van deze commissie, evenals van de sub-commissie voor financiële dienstverlening.  
Mulvaney behoort binnen de Republikeinse Partij tot de Tea Party-beweging en de verwante Tea Party Caucus en tot het Republikeinse Studie Comité. Zijn verkiezing in het jaar 2010 werd door ethiek-instantie CREW gewraakt. Dit instituut verweet hem overtredingen van financiële wetgeving en valse belastingaangiften te hebben gepleegd en gedaan.
Bij de congresverkiezingen van 2012 won Mulvaney met 56 tegen 44 procent van de stemmen van zijn Democratische tegenstander Joyce Knott. Zijn tweede termijn in het Huis van Afgevaardigden startte op 3 januari 2013. In dat jaar werd hij gerekend tot de Shutdown Caucus, een kring van conservatieve Republikeinse congresleden, die tegen de door het kabinet-Obama gewenste verhoging van de bovengrens voor overheidsschulden waren. Hij werd in 2014 en 2016 opnieuw herkozen, maar legde op 16 februari 2017 zijn mandaat neer.
Op 17 december 2016 maakte de nieuw verkozen president Donald Trump bekend dat hij Mulvaney als de nieuwe directeur van het Bureau voor Management en Budget uitgekozen had. Mulvaney werd in deze functie door de Senaat op 16 februari 2017 met 51 tegen 49 stemmen te nauwer nood bevestigd. Zijn partijgenoot John McCain stemde tegen hem.

### Lobby-activiteiten
Mulvaney wordt bekritiseerd wegens zijn banden met de korte termijn-krediet-industrie, waarvan hij 62.000 dollar aan campagnegelden aannam en voor welke hij zich bij diverse gelegenheden inspande om wettelijke beperkingen tegen te houden.

### Stafchef Witte Huis
Op 14 december 2018 benoemde president Trump Mulvaney per 1 januari 2019 tot zijn volgende stafchef van het Witte Huis. In deze veeleisende functie waren hem ex-generaal John F. Kelly en oud-GOP-voorzitter Reince Priebus voorgegaan. Voorafgaand aan Trumps verkiezing karaktiseerde Mulvaney de toekomstige president als een "verschrikkelijk menselijk wezen, dat uit zijn ambt zou moeten worden gediskwalificeerd naar een "gewoon heelal". Trumps visie over een muur op de zuidelijke grens van de Verenigde Staten met Mexico omschreef hij als "absurd en bijna kinderlijk". Mulvaney behield zijn functie als stafchef tot eind maart 2020, toen hij werd opgevolgd door Mark Meadows.
Vanaf mei 2020 was Mulvaney speciaal gezant in Noord-Ierland. Hij legde deze functie in januari 2021 neer uit protest tegen de bestorming van het Amerikaanse Capitool.

### Privé
Mulvaney is sinds 1998 getrouwd en heeft drie kinderen, die als een drieling ter wereld kwamen.
- International Standard Name Identifier: 0000 0004 9879 846X
- Library of Congress Control Number: no2017145080
- Biographical Directory of the United States Congress: M001182
- Virtual International Authority File: 37151050121233412313
- WorldCat: E39PBJv8KqWfgb97476PQy8XBP

John Steelman · Sherman Adams · Wilton Persons · Kenneth O'Donnell · Marvin Watson · Jim Jones · Bob Haldeman · Alexander Haig · Donald Rumsfeld · Dick Cheney · Hamilton Jordan · Jack Watson · James Baker · Donald Regan · Howard Baker · Kenneth Duberstein · John Sununu I · Samuel Skinner · James Baker · Mack McLarty · Leon Panetta · Erskine Bowles · John Podesta · Andrew Card · Joshua Bolten · Rahm Emanuel · Pete Rouse · Bill Daley · Jack Lew · Denis McDonough · Reince Priebus · John Francis Kelly · Mick Mulvaney · Mark Meadows · Ron Klain · Jeff Zients